# Dhasanatti, Gokak
Dhasanatti là một làng thuộc tehsil Gokak, huyện Belgaum, bang Karnataka, Ấn Độ.